# Avcıpınar, Küre
Avcıpınarı là một xã thuộc huyện Küre, tỉnh Kastamonu, Thổ Nhĩ Kỳ. Dân số thời điểm năm 2008 là 92 người.